# Rhyacophila dorje
Rhyacophila dorje är en nattsländeart som beskrevs av Schmid 1970. Rhyacophila dorje ingår i släktet Rhyacophila och familjen rovnattsländor. Inga underarter finns listade i Catalogue of Life.